# Jürgen Brecht
Julius Emil Jürgen Brecht (ur. 1 marca 1940 w Spirze) – niemiecki florecista reprezentujący RFN, brązowy medalista olimpijski i dwukrotny medalista mistrzostw świata.
Na igrzyskach olimpijskich w Rzymie w 1960 roku Wspólna Reprezentacja Niemiec w składzie: Jürgen Brecht, Tim Gerresheim, Eberhard Mehl i Jürgen Theuerkauff zdobyła brązowy medal w zawodach drużynowych. W zawodach indywidualnych odpadł w ćwierćfinałach. Na rozgrywanych cztery lata później igrzyskach olimpijskich w Tokio był piąty drużynowo i siedemnasty indywidualnie. Brał też udział w igrzyskach olimpijskich w Meksyku w 1968 roku, zajmując szóste miejsce drużynowo.
Podczas mistrzostw świata w Budapeszcie w 1959 roku wspólnie z Timothäusem Gerresheimem, Dieterem Schmittem, Jürgenem Theuerkauffem i Manfredem Urschelem zdobył drużynowo srebrny medal. Ponadto na mistrzostwach świata w Buenos Aires trzy lata później był trzeci indywidualnie, plasując się za Giermanem Swiesznikowem z ZSRR i Polakiem Witoldem Woydą.